# Lusachbjur (Lorri)
Lusachbjur – wieś w Armenii, w prowincji Lorri. W 2011 roku liczyła 917 mieszkańców.